# Секс ради выживания (фильм)
«Секс ради выживания» (англ. Survival Island, также Three) — триллер, снятый режиссёром Стюартом Рэффилом в 2005 году. Главные роли сыграли Билли Зейн, Келли Брук, Хуан Пабло Ди Паче.

## Сюжет
Богатые супруги Джек и Дженнифер решают провести Рождество на роскошной яхте в Карибском море. Один из членов экипажа Мануэль поссорился со своей подругой прямо на причале, в ходе перепалки она высказала ему слова проклятия. Расстроенный и подавленный Мануэль с раздражением и неохотой выполняет просьбы гостей и членов экипажа. После пререканий с капитаном, находясь в камбузе, Мануэль в сердцах неаккуратно бросает тряпку и уходит. Однако тряпка попала на газовую плиту. Этого никто не заметил, и вскоре огонь охватывает всю яхту. Люди спешно покидают корабль и эвакуируются на спасательные шлюпки. Ночью, во время шторма, шлюпки переворачиваются, и герои теряют друг друга из виду.
Очнувшись выброшенной на берег необитаемого острова, Дженнифер замечает в воде тело капитана. Она вытаскивает его. В это время появляется Мануэль и безуспешно пытается реанимировать капитана. Похоронив тело, Дженнифер и Мануэль строят жилище. Мануэль добывает пищу, ловит рыбу. Во время очередного заплыва на риф Мануэль находит раненого Джека и помогает ему добраться до острова. У Джека с собой сохранилась зажигалка, что позволяет развести огонь для приготовления пищи (другого способа добыть огонь на острове нет). Со временем Джек начал подозревать Мануэля (и не без оснований) в желании овладеть его женой. Между мужчинами возникает вражда. Джек обещает разрушить жизнь Мануэлю как только они выберутся с острова. В ответ тот заявляет, что сделает жизнь невыносимой для него самого прямо на острове. Дженнифер безуспешно пытается примирить мужчин, осознавая, что ей и Джеку без помощи более приспособленного к экстремальным условиям Мануэля будет тяжело прожить на острове. Но гордый Джек настаивает на том, что он сам сможет обеспечить их обоих пищей. Скоро становится очевидным, что у него это плохо получается. Отношения между Джеком и Дженнифер начинают быстро ухудшаться.
Пока Мануэль спит, Джек без разрешения берёт его очки для подводного плавания. Когда Мануэль обнаруживает пропажу, он угрожает убить Джека. Дженнифер пытается успокоить его и, в порыве страсти, они занимаются сексом. Мануэль признаётся, что полюбил Дженнифер с того момента, когда он впервые её увидел. Вернувшись, Джек понимает, что произошло и, разозлённый, тащит Дженнифер за волосы в хижину Мануэля со словами, что она может теперь жить с ним.
На другой день, во время рыбалки Джек находит лодку на дне океана. Он тащит её на берег и пытается восстановить. Позже Мануэль предлагает Дженнифер поплавать ночью. В воде они занимаются сексом, и Дженнифер предлагает Мануэлю украсть лодку и покинуть остров без Джека. Пока Джек отсутствовал на рыбалке, Мануэль спешно вытащил лодку на воду, и они вместе с Дженнифер отплыли с острова. Но, проплыв не так далеко, лодка начинает тонуть. Они понимают, что это была уловка Джека. Им приходится плыть обратно на остров. На берегу Джек поражает Мануэля копьём в спину. Эпизод драки Джека и Мануэля переплетается со сценами бывшей девушки Мануэля, исполняющей загадочные церемонии вуду. Во время кульминационной сцены Дженнифер пытается убить Джека ножом. Мануэль, поднимая тяжёлый камень, теряет равновесие и падает на копьё. Одновременно показывается девушка, пронзающая его вуду-чучело ножом. К ужасу Дженнифер Мануэль погибает.
Год спустя вблизи острова появляется яхта с отдыхающей чернокожей семьёй. Исследуя остров, они находят спящую Дженнифер и уводят её с собой на корабль. Но она умолчала о находящемся на острове Джеке, который был занят рыбалкой, и перед уходом забрала с собой его зажигалку. Джек видит уплывающее судно с Дженнифер, но она игнорирует его крики. В её руках зажигалка Джека. Таким образом, Джек остаётся на острове один, без возможности добыть огонь, и дальнейшая его судьба неизвестна.

## В ролях
| Актёр               | Роль            |
| ------------------- | --------------- |
| Билли Зейн          | Джек            |
| Келли Брук          | Дженнифер       |
| Хуан Пабло Ди Паче  | Мануэль         |
| Тодд Коллинз        | Билл            |
| Гэбриэлль Джордан   | Гэйл            |
| Гэри Брокетт        | Капитан Ричардс |
| Изабель Константини | Мэгги Ричардс   |

## Награды
- Премия «Золотой трейлер», 2005 год.

## Отзывы
Фильм получил преимущественно отрицательные отзывы кинокритиков.